# 정관로
정관로는 부산광역시 기장군 정관읍 월평교차로와 장안읍 좌천사거리를 잇는 부산광역시의 도로이다. 웅상대로와 정관읍의 입구인 장안읍 경계지점에 이르는 관통도로이며, 주요 경유지가 정관읍이기 때문에 정관로로 명명되었다. 본래 전 구간이 국가지원지방도 제60호선에 속했으나 신정관로가 개통되면서 신정관로 구간으로 국가지원지방도 제60호선 지정이 변경되었다. 정관읍내 일부 구간은 부산광역시도 제5001호선으로도 지정되어 있다.

## 주요 경유지
부산광역시
- 정관읍 - 장안읍

## 노선
- 연한 분홍색(■): 국가지원지방도 제60호선, 부산광역시도 제88호선 구간
- 연한 파란색(■): 부산광역시도 제50호선 구간
- 연한 초록색(■): 부산광역시도 제5001호선 구간

| 이름                | 접속 노선                                                                               | 소재지 | 소재지 | 비고 |
| ------------------- | --------------------------------------------------------------------------------------- | ------ | ------ | ---- |
| 월평 교차로         | 부산광역시도 제61호선 (웅상대로) 국가지원지방도 제60호선 부산광역시도 제88호선 (동서로) | 기장군 | 정관읍 |      |
| 임곡 교차로         | 국도 제7호선 (통신사로)                                                                 | 기장군 | 정관읍 |      |
| 두명 교차로         | 국가지원지방도 제60호선 부산광역시도 제88호선 (신정관로)                                | 기장군 | 정관읍 |      |
| 진태고개            |                                                                                         | 기장군 | 정관읍 |      |
| 모전리              | 부산광역시도 제50호선 (산단로)                                                          | 기장군 | 정관읍 |      |
| (이름 없음)         | 정관2로                                                                                 | 기장군 | 정관읍 |      |
| 신정초등학교        | 부산광역시도 제5002호선 (정관3로)                                                       | 기장군 | 정관읍 |      |
| 정관주민자치회관    | 정관4로                                                                                 | 기장군 | 정관읍 |      |
| (이름 없음)         | 정관5로                                                                                 | 기장군 | 정관읍 |      |
| (이름 없음)         | 부산광역시도 제81호선 (정관중앙로)                                                      | 기장군 | 정관읍 |      |
| (정관센트럴파크APT) | 부산광역시도 제5003호선 (구연방곡로) (산단2로)                                          | 기장군 | 정관읍 |      |
| 달산교              |                                                                                         | 기장군 | 정관읍 |      |
| (달산마을)          | 부산광역시도 제5003호선 (구연방곡로) (산단4로)                                          | 기장군 | 정관읍 |      |
| 예림 교차로         | 국가지원지방도 제60호선 부산광역시도 제88호선 (신정관로)                                | 기장군 | 정관읍 |      |
| (도마고개)          |                                                                                         | 기장군 | 정관읍 |      |
| 장안읍              |                                                                                         | 기장군 |        |      |
| 좌천사거리          | 국도 제14호선 부산광역시도 제91호선 (기장대로) 국가지원지방도 제60호선 (좌천로)         | 기장군 |        |      |

## 주요 건물 및 시설
- 부산추모공원 (부산광역시 기장군 정관읍 정관로 225)
- 정원초등학교 (부산광역시 기장군 정관읍 정관로 423)
- 신정초등학교 (부산광역시 기장군 정관읍 정관로 460)
- 정관주민자치회관 (부산광역시 기장군 정관읍 정관로 495)
- 정관초등학교 (부산광역시 기장군 정관읍 정관로 530)
- 정관고등학교 (부산광역시 기장군 정관읍 정관로 534)
- 달산초등학교 (부산광역시 기장군 정관읍 정관로 674)
- 기장소방서구조대 (부산광역시 기장군 정관읍 정관로 923-9)